# Attila Császár
Attila Császár (* 21. Dezember 1958; † 3. Mai 2017 in Budapest) war ein ungarischer Kanute.

## Leben
Attila Császár begann 1970 in Tata mit dem Kajakfahren. Er zeichnete sich schnell durch sein Talent aus, wurde Mitglied der Jugendnationalmannschaft und nahm dann als Erwachsener an mehr als 50 internationalen Wettbewerben, unter anderem fünf Weltmeisterschaften teil. Er gewann 1983 als Mitglied des Kajak-Vierers über 500 Meter eine Bronzemedaille bei den Kanurennsport-Weltmeisterschaften in Tampere.
Nachdem er im Jahr 1985 seine Karriere beendet hatte, kehrte er nach Tata zurück und wurde Trainer und Funktionär seines alten Vereins. 
2009 wurde er für seine Arbeit im Verein, insbesondere in der Jugendarbeit, durch die Stadt Tata ausgezeichnet. Er starb im Mai 2017 nach langer, schwerer Krankheit im Alter von 58 Jahren.